# Maria Prewolaraki
Maria Prewolaraki (gr. Μαρια Πρεβολαρακη; ur. 21 grudnia 1991) – grecka zapaśniczka walcząca w stylu wolnym. Czteokrotna olimpijka. Dziesiąta w Rio de Janeiro 2016 w kategoria 53 kg i Paryżu 2024 w kategorii do 53 kg; piętnasta w Londynie 2012 w wadze 55 kg i jedenasta w Tokio 2020 w kategorii 53 kg.
Brązowa medalistka mistrzostw świata w 2012, 2017 i 2022 roku.
Mistrzyni Europy w 2025; druga w 2013, 2014, 2021 i 2022 oraz trzecia 2017, 2018, 2023 i 2024. Piąta w Pucharze Świata w 2022, a także wygrała turniej indywidualny w 2020. Siódma na igrzyskach europejskich w 2019. Triumfatorka igrzysk śródziemnomorskich w 2013, 2018 i 2022, a także mistrzostwach śródziemnomorskich w 2012. Mistrzyni świata w zapasach plażowych w 2014. Mistrzyni Europy i trzecia na MŚ juniorów w 2011 roku.
- Turniej w Londynie 2012

Przegrała z Juliją Ratkiewicz z Azerbejdżanu i odpadła z turnieju.
- Turniej w Rio de Janeiro 2016

Wygrała z Babitą Kumari z Indii, a przegrała w ćwierćfinale z Wenezuelką Betzabeth Argüello i odpadła z turnieju.